# Nephesh
La Bibbia ebraica non ha alcuna definizione dell'anima. La parola ebraica nefeš (נפש) è fondamentale per l'antropologia biblica. Essa ricorre nelle Scritture 755 volte. La versione greca dei LXX la traduce per 600 volte con psyché [ψυχή] e le restanti 155 con altri termini. Già da ciò ci è possibile comprendere che anche i Settanta che, secondo la tradizione, tradussero la Bibbia dall'ebraico al greco avevano riconosciuto una diversità di significati in alcuni passi biblici.
Il lettore italiano conosce nefeš con la traduzione di anima che si rifà, però, all'influsso ellenico e alla traduzione latina (Vulgata) delle Scritture e non all'originale ebraico. Nella Bibbia ebraica nefeš fu senza alcun dubbio adoperata sin dall'inizio in riferimento all’essere umano e per descriverlo in alcune sue peculiarità. Essa compare per la prima volta in tal senso in Genesi 2,7, ove si legge:
con polvere del suolo [אֲדָמָה (adamâh)]

e soffiò nelle sue narici un alito di vita [נִשְׁמַת חַיִּים (nišmàt chayìym), "soffio di vita"],

e l'uomo [הָאָדָם (haadâm), "il terroso"] divenne un essere vivente [חַיָּה נֶפֶשׁ ( chayàh nèfeš )].»
Nefeš è vista in stretta relazione con la forma complessiva dell'essere umano. Per questo possiamo dire che la persona non ha nefeš, ma che essa è nefeš e vive come tale.
Ma la parola ebraica non ha riferimenti alla parola greca psyché [ψυχή], che viene introdotta in Grecia da Platone per dare un senso a quella parte dell'uomo che costituisce 'un organo che pensa'. I latini, esemplificarono e travisarono il concetto di "psichè", traducendola con la parola 'anima', quindi in realtà la parola nefesh non trova la stessa corrispondenza nella parola psichè, bensì possiede un altro e più esteso significato.

## Nefeš come vita
Fra i molteplici significati che nefeš può assumere vi è anche quello di vita. La vita, del resto, non è altro che un agglomerato di necessità, bisogni e desideri. Il significato di nefeš come vita è più che chiaro ed evidente in Deuteronomio 12:23, ove è possibile leggere:
Con ciò si compie l’identificazione sangue-vita, che è alla base della prescrizione enunciata in Levitico 17:10-11 che ne vieta il consumo e in cui è detto chiaramente che
Qui la nefeš non può essere nient’altro che la nefeš come vita. A documentare ulteriormente il significato di nefeš come vita è un dei passi più noti del testo biblico. In concordanza con il famoso passo di Esodo 21:24–25 che così recita:
mano, piede per piede, scottatura per scottatura,

ferita per ferita, contusione per contusione»
in Levitico 24:18 si legge "nefeš per nefeš" che chiaramente non sta a significare anima per anima, ma vita per vita.
Anche Genesi 9:4 pone in stretta relazione la nefeš con il sangue, in esso infatti si legge: "Non mangerete la carne con la sua nefeš", cioè con il suo sangue.
Anche nella vita militare la sentinella rispondeva con la propria “vita”:
(Primo libro dei Re, 20:39)
In Salmi 30:3 sta scritto: "Hai tratto la mia nefeš dallo stesso Sheol" di cui il seguito chiarisce con il sinonimo: "Mi hai mantenuto in vita", il che rende manifesto che nefeš non è qui altro che la vita. Anche in Proverbi 19:8 il significato che si adatta a nefeš è quello di vita: "Chi acquista cuore ama la sua nefeš". Così anche in Proverbi 7:23, ove si legge:
In Proverbi 8:35-36 il contesto induce a tradurre nefeš necessariamente con vita. Lì la sapienza personificata dice:
ma chi mi perde fa violenza alla sua nefeš;

tutti quelli  he mi odiano intensamente sono quelli che davvero amano la morte»
Nel periodo precedente nefeš appare come sinonimo esatto di "vita", e nel parallelismo con quello seguente nefeš si figura come il perfetto contrario di “morte”.

## Nefeš come gola
Spesso la parola nefeš assume il significato di gola o bocca (o 'respiro' come vedremo come accade in Isaia 5:14, ove si legge:
spalancano senza misura la loro bocca.»
Invece il Salmo 107 al verso 9 così recita:
Qui si parla di nefeš affamata e assetata. E che non si tratti di una fame o sete, per così dire, spirituale ce lo dimostra il quarto verso del medesimo salmo poiché:
E, sempre per questo motivo:
la nefeš veniva meno in loro.»
(Ibidem, v. 5)
Non si tratta dunque di anima, ma di nefeš come gola o bocca. Essa fa pensare all’organo che ha sempre bisogno di essere ristorato con cibo ed acqua e per questo motivo viene presa come figura del bisogno e del desiderio umano. È precisamente nella sua nefeš che la persona sente che non può vivere con le sue sole risorse:
(Proverbi, 10:3)
Anche questo passo indica chiaramente che nefeš ha il significato di gola, alludendo contemporaneamente al bisogno umano.
In Proverbi 28:25 si legge:
Ciò che viene reso con “anima arrogante” è in ebraico rekhàv nefeš (רְחַב־נֶפֶשׁ) che vuol dire “gola spalancata”.
È per questo che Abacuc 2:5 può definire l’uomo avido come:
Infatti, Proverbi 13:25 ribadisce che:
Sete, acqua e nefeš sono spesso nella Bibbia tra loro correlati:
(Proverbi, 25:25)
È sempre più chiaro che nefeš non significhi anima, ma gola o bocca. La nefeš nella primitiva anatomia ebraica non è considerata solo come organo del nutrimento, del gusto e, per estensione, del desiderio, ma anche come il condotto della respirazione. Così ci dimostra Geremia 15:9, ove si legge che:
Ma, anche in Genesi 35:18, mentre Rachele muore si dice che:
Qui non si tratta dello spirito o dell’anima che esala via dal corpo nel momento della morte o del parto, ma del respiro che, passando attraverso la gola, esce dalla bocca.
Solo se si considera la nefeš come organo della respirazione sono comprensibili i passi biblici in cui la radice √nfsh (√נפש) viene usata con valore verbale. Si trovano di seguito alcuni esempi dell’utilizzo di tale radice:
(Secondo Libro di Samuele, 16:14)
(Esodo, 23:12)
(Esodo, 31:17)
A dimostrare che nefeš vuol dire gola o bocca o respiro non vi è solo la radice verbale √nfsh (√נפש) che vuol dire “tirare il fiato (ynapèsh)”, ma anche l’accadico ed altre lingue semitiche. La forma accadica napashu significa “soffiare”, “sbuffare”, “respirare”. Ancora: in accadico la forma napishtu indica la “gola”, poi la “vita” e infine l’“essere vivente”. In ugaritico npsh (le stesse identiche consonanti usate nell’ebraico nefeš [la lettera pe/fe (פ) indica in ebraico sia la p che la f]) indica la “gola”, l’“appetito” e il “desiderio”. L’arabo nafsum può indicare il “fiato”, l’“appetito”, la “vita” e la “persona” intera.

## Nefeš come collo
Il collo non è altro che la parte esterna e visibile della gola. Dunque, se nefeš poteva designare la gola il passaggio al significato di collo è pressoché immediato. Nel Salmo 105:18 si pensa esclusivamente alla parte esterna e visibile della gola, cioè il collo:
Che qui si tratti del collo e non dell'anima ce lo dice chiaramente l'analoga espressione riguardante i piedi ed il fatto che si parli di catene non metaforiche. Altra testimonianza e conferma della traduzione di nefeš come collo ci viene da Isaia 51:23
Ciò avveniva secondo l'uso dei vincitori di porre i propri piedi sulla nuca dei vinti in segno di sconfitta. Ci soffermeremo adesso su questi passi confrontando svariate traduzioni:
(Genesi 37:21)
(Geremia 40:14)
Rileggiamo adesso invece i medesimi passi, ma con altre traduzioni che non riproducono e non mantengono l'originale linguaggio concreto ebraico:
(Genesi 37:21)
(Geremia 40:14)
È, sì, vero che il messaggio e il significato non cambiano, anzi risulta più chiaro al lettore occidentale, ma la letteralità del testo ci mostra ancora una volta l'essenzialità del linguaggio concreto biblico e il significato di nefeš come collo. Questo sarebbe, infatti, il testo vero e letterale in tutta la sua freschezza:
(Genesi 37:21)
(Geremia 40:14)
Ancora: il seguente discorso vale anche per i ceppi che vengono messi intorno al collo in 1 Samuele 28:9 ove si dice:
Un'altra traduzione del medesimo passo:
(1 Samuele 28:9)
Dietro la prolissità e la pomposità delle traduzioni l'ebraico dice letteralmente:
(1 Samuele 28:9)
Qui l'immagine rimanda precisamente e in modo diretto al cappio che stringe il collo fino alla morte. La prima traduzione riportata, anche qui, gioca con cappio-trappole, mentre la seconda elide il linguaggio concreto biblico per giungere subitaneamente al dunque e rendere il testo più facilmente leggibile all'occidentale; ma la terza traduzione resta senza alcun dubbio comunque la più fedele e la più veritiera. Anche in altri passi è utilizzata la stessa metafora del cappio alla gola per indicare un pericolo mortale ed il testo è chiarissimo, ma le traduzioni un po' meno. Vediamo, anche in questo caso, diverse traduzioni del medesimo passo:
(Proverbi 18:7)
(Ibidem)
(Ibidem)
È chiaro che la seconda traduzione che traduce nefeš con anima non ha alcun senso, posto che non si pensi a un'anima mortale e corporea (cioè non un'anima). Ma ciò, come vedremo in seguito, non è neppure vero perché la Bibbia ebraica e la lingua ebraica non dispongono né di alcuna definizione sistematica dell'anima né di un termine per indicare tale concetto metafisico che è proprio della filosofia greca platonica e neo-platonica e che non ha nulla a che fare con il mondo e la concezione semita dell'uomo. Ritornando a Proverbi 18:7, anche qui la traduzione "sono un laccio alla sua vita" elide il linguaggio concreto biblico, ma non è comunque più chiara di "sono laccio per la sua gola" che è la traduzione letterale oltre che è la più chiara. L'occidentale direbbe: "egli, stolto per com'è, si condanna da solo con le sue medesime parole (in quanto, è chiaro, labbra sta concretamente per parole).

## Nefeš come desiderio
In Deuteronomio 4:29 si legge:
Al di là del cercare spiegazioni su cosa significhi cercare con tutta la propria anima, il testo ebraico contiene lebab (לבב) là dove si traduce con cuore e nefeš (נפש) là dove si traduce con anima. Il cuore, nel linguaggio antropologico biblico, a differenza di quello occidentale, indica l'intelligenza dell'uomo. Sostituendo le parti del corpo con le loro funzioni potremmo dunque tradurre:
(Deuteronomio 4:29)
La gola essendo il canale attraverso cui passa il cibo, che è un bisogno, una vera e propria necessità dell'uomo, e, secondo la primitiva anatomia ebraica, anche del respiro, indica il bisogno e il desiderio dell'uomo. Esprime cioè la vita in quanto essa è fatta di bisogni, necessità e desideri. Una gola affannata e stretta dai ceppi finisce col perdere il respiro e così anche la vita. Ricorrente è l'espressione "con tutto il tuo cuore (leb [לב]) e tutta la tua anima (nefeš [נפש]) e per questo possono esservi molteplici variazioni di significato e traduzione, fra cui:
α) con tutta la tua intelligenza (leb [לב]; anche sapienza) e tutto il tuo desiderio (nefeš [נפש])
β) con tutta la tua decisione (leb [לב]) e tutta la tua vita (nefeš [נפש]; cioè con tutto il tuo impegno che dimostrerai con il tempo impiegato nella ricerca)
In Numeri 21:5 sta scritto:
Esattamente come in Salmi 107, qui non si tratta di una fame spirituale poiché essi camminano nel deserto e si lamentano dicendo che "Qui non c'è né pane né vino" e che "la nostra gola è nauseata di un cibo così inconsistente". È qui che chiaro che qui si faccia riferimento a della vera e propria fame, non spirituale.

## Nefeš come persona
Abbiamo ripetuto fino a questo punto che l’essere umano ha una nefeš [נֶפֶשׁ], ma vi sono passi in cui è chiaro che la Bibbia dica che l’uomo stesso è nefeš.
In questi passi in cui si dice che l’essere umano è nefeš, dobbiamo assolutamente escludere che questa assuma il significato di vita, in quanto è proprio la vita ad essere attribuita alla nefeš.
Quando la Bibbia dice che la persona è nefeš non si indica ciò che uno ha, ma ciò che è. Vediamo alcuni passi in cui è presente quest’ulteriore significato di nefeš:
(Levitico, 17:10)
Qui è necessario tradurre nefeš con “persona”, pur notando che qui si parla di una nefeš che mangia e che ciò potrebbe far pensare di nuovo all’originario significato di nefeš come gola o bocca.
(Levitico, 20:6)
In quest’ultimo passo si vede bene che nefeš indica la singola persona in contrapposizione al popolo. Lo stesso accade in Levitico 19:8, ove sta scritto:
(Levitico, 22:3)
(Numeri, 5:5 – 6)
(Numeri, 9:13)
Indicando nefeš la singola persona è anche possibile l’immagine plurale con il corrispondente plurale del termine nefašot [נְּפָשֹׁות].
Ciò avviene in passi ove si riferisce ad un maggiore di individui o ad una collettività, come accade in:
(Levitico, 18:29)
Quando Geremia 43:6 elenca i gruppi di persone che saranno portati in Egitto, il testo menziona in primo luogo “uomini, donne, bambini, le figlie del re”, poi prosegue dicendo:
Qui nefeš, seppur al singolare, è usato in senso collettivo per indicare un gruppo di singole persone.
Lo stesso avviene in Genesi 12:5 dove si enumera tutto ciò che Abraamo prese con sé in Haran alla volta di Canaan:
Qui è necessario fare un’osservazione, perché là dove è tradotto con “persone” in ebraico, in realtà, sta scritto nefeš [נֶפֶשׁ], al singolare, e non nefašot [נְּפָשֹׁות], al plurale, come ci si potrebbe, invece, aspettare. Si tratta dell’uso di nefeš al singolare in senso collettivo che viene ulteriormente confermato dalla traduzione greca dei LXX che ha, anch’essa, psychaì [ψυχαὶ], al plurale, e non psyché [ψυχή], al singolare.
Quest’uso collettivo di nefeš si dimostra molto significativo in quei passi in cui vengono riportati dati numerici, come accade in:
(Genesi, 46:18)
(Genesi, 46:25e)
In tutti questi casi la LXX greca traduce il singolare nefeš con il plurale psychaì [ψυχαὶ]; lo stesso fa la Vulgata con il latino animae.
Con questa espressione vengono indicati i singoli individui.
In Numeri 19:18 l’acqua della purificazione deve essere versata "su tutte le persone (nefašot [נְּפָשֹׁות]) che son quivi" indicando naturalmente tutte le singole persone.
Come abbiamo avuto modo di vedere, in tutti questi passi il termine nefeš è spostato dal significato di vita a quello di persona, singola o collettiva.
Solo in tal modo diventa comprensibile l’espressione che ricorre in Numeri 6:6 dove si dice che un nazireo:
L’ebraico ha nefeš met [מֵ֖ת נֶ֥פֶשׁ]. È errata l’interpretazione di questa espressione ebraica con “anima morta” o “anima di un morto”.
L’ebraico nefeš met non indica affatto un’anima morta né tanto meno l’anima di un morto! Non indica neppure una vita uccisa. Indica la persona deceduta.
Rende bene la traduzione greca della LXX: ψυχῇ τετελευτηκυίᾳ (psychê teteleutekuía), “persona deceduta”. Traduce bene anche la Vulgata: mortuum.
La traduzione di nefeš met [מֵ֖ת נֶ֥פֶשׁ] con “cadavere” è dunque la più adatta e la più corretta.
È interessante notare il fatto che anche se non accompagnata dall’aggettivo met, nefeš indica ugualmente il cadavere di una persona morta.
Così accade in:
(Numeri, 6:11)
Quest’uso particolare di nefeš, riferito ad un cadavere, ci chiarisce l’espressione nefeš chayàh [חַיָּ֑ה נֶ֣פֶשׁ]. Non si tratta di un aggettivo superfluo, bensì indica una realtà vivente.
Così, in Genesi 1:20 non tratta di cadaveri che galleggiano nell’acqua, ma di:
che brulicano nelle acque.»
La versione greca dei LXX traduce bene con “psychôn zosôn [ψυχῶν ζωσῶν]”.
L’uomo stesso, in Genesi 2:7, viene definito “essere vivente” utilizzando proprio l’espressione nefeš chayàh [חַיָּה נֶפֶשׁ].
Il primo uomo non è tale semplicemente per la sua formazione “dalla polvere della terra”, ma lo diventa soltanto allorché Dio gli immette nella narici “l’alito vitale”, che non ha nulla a che fare con lo spirito (rûach [רוַּח]) come molti dicono e scrivono, ma con il “respiro (neshâmâh [נְשָׁמָה])” come dice bene Genesi 2:7.
L’espressione nefe chayàh applicata ad Adamo in Genesi 2:7, non introduce alcuna differenza tra l’uomo e gli animali che pure, prima di lui, erano stati chiamati nefeš chayàh (Genesi, 1:20-24).
La differenza umana sta nel fatto che l’essere umano è creato a immagine e somiglianza degli esseri divini:
(Genesi, 1:26)

## Nefeš come pronome
Potendo nefeš [נֶפֶשׁ] significare anche persona per indicare la totalità dell’essere, diviene facile ed immediato il suo uso come pronome, personale o riflessivo che sia. Si veda a questo proposito
Genesi 12:13, ove si legge:
Tenendo ben presente il parallelismo che si trova fra io e nefeš viene quasi spontanea la traduzione di nefeš con il pronome personale adatto:
Il medesimo fenomeno si presenta in altri passi come:
(Genesi, 19:19)
(Salmi, 54:4)
Se non si tenesse conto di questo uso di nefeš alcuni passi come Genesi 27:4 sarebbero incomprensibili. In questo, infatti, così si legge:
Lo stesso ricorre in Genesi 27:19, ove si legge:
e in Genesi 27:25, ove si legge sempre:
Nel testo biblico non vi è assolutamente nulla che possa far pensare all’anima o ad un suo ipotetico dono. Molto più semplicemente si tratta di un uso pronominale del termine ebraico nefeš. Il testo di Giobbe 16:4 dice:
intendendo dire "Parlerei anch’io come voi, se foste al posto mio".
Affinché tutto ciò sia ancora più chiaro agli occhi del lettore si veda qui di seguito la differenza tra una traduzione letterale dall’ebraico e una più moderna resa più comprensibile per il lettore occidentale moderno:
(Esodo, 12:15)
(Numeri, 23:10)
(Ezechiele, 18:4)
(Salmi, 3:2)
(Proverbi, 13:4)
Notiamo qui che nefeš nella totalità dei suoi significati indica sempre l’uomo bisognoso. Per l’ebreo biblico l’essere umano è principalmente composto dal suo desiderio e della sua vulnerabilità ed eccitabilità. Tutti questi aspetti sono ricondotti somaticamente alla gola ed essendo costitutivi dell’intero essere umano nefeš finisce col significare e con l’indicare la persona nella sua interezza e, ancor di più, ad essere usata come pronome. Per questo stesso e preciso motivo in tutto il Pentateuco nefeš viene riferita a Dio soltanto pochissime volte. Ciò accade, per esempio, nel Levitico, ove è possibile leggere:
(Levitico, 26:11)
(Levitico, 26:30)
Davanti a Dio l’uomo è solito rivolgersi nella sua interezza, con la sua nefeš, cioè con se stesso. Dice infatti Salmi 103:1:
Questo medesimo passo è fondamentale per comprendere cosa davvero significhi ed indichi nel profondo per l’ebreo la parola nefeš. Per questo motivo ricorreremo alla traduzione letterale dall’ebraico che così recita:
Così è possibile comprendere che nefeš indica la totalità dell’essere umano, comprese le sue interiore. E’ tutta la persona a lodare Dio. In termini più moderni, l’occidentale direbbe: “Loda, vita mia, Yvhv”, anche se chiaramente ciò non tiene minimamente il confronto con l’originale nefeš che indica l’uomo completo: nel suo corpo, nelle sue interiora, nella sua esistenza e nel suo bramare la vita e Dio. Questo è nefeš. In ultima istanza si veda ancora il testo di Salmi 42:3 a confronto con la traduzione letterale dall’ebraico:
La mia medesima nefeš anela a te, o Dio. La mia nefeš in realtà ha sete di Dio, dell’Iddio vivente. Quando verrò e apparirò dinnanzi a Dio? (originale).»
Non vi è neppure una singola volta nelle Sacre Scritture in cui sia possibile tradurre l’ebraico nefeš con anima. Coloro che scelgono anima per rendere nefeš fanno una scelta dissennata, spesso mossa da una troppa precomprensione cristiano-platonica nel leggere e soprattutto nell’interpretare e nel tradurre la Bibbia.